# Kora újkori magyar történelem
Kora újkori magyar történelem alatt a 16–18. századi magyar történelmet értjük.
Az 1526-ban vívott mohácsi csatát követő kettős királyválasztás után az ország területe két részre szakadt. Az oszmán hadsereg 1541. augusztus 29-én birtokba vette Budát. Ezzel az ország három részre szakadt: a Habsburgok uralta királyi Magyarországra, a Szapolyai országrészéből kialakuló Erdélyi Fejedelemségre, valamint a török hódoltságra.
Ez az állapot több mint másfél évszázadig, a korai újkor legnagyobb része alatt állandósult, ezen a török kiűzésre indított háborúk, mint a magyarlakta térségeket elnéptelenítő tizenöt éves háború sem változtattak. A Kárpát-medence területének újraegyesítésére csak a 17–18. század fordulóján került sor, a Habsburg-ház vezetése alatt. Azonban Erdélyt nem egyesítették Magyarországgal, hanem külön kormányozták. Hazánk a Habsburgok dunai birodalmának részét képezte annak 1918-ban bekövetkezett összeomlásig.
A tragikus pusztítások ellenére a kora újkorban jelentősen fejlődött a magyar kultúra: elterjedtté vált a magyar nyelvű szépirodalom, megnőtt az írni-olvasni tudók száma, és ekkor alapították az első, napjainkig fennmaradt magyar egyetemet is.

## A három részre szakadt ország
Az 1526-os mohácsi csata során életét veszítette II. Lajos király, fiúutód híján uralkodó nélkül maradt az ország. Még ebben az évben kettős királyválasztásra került sor: 1526. novemberében a saját hadsereggel rendelkező Szapolyai János (csak neki volt ütőképes serege az országban) szerezte meg a koronát (az 1505-ös rákosi végzésre hivatkozva). Az ausztriai Habsburg-ház a Jagellókkal kötött házassági szerződés értelmében formált igényt a magyar trónra. A magyar nemesség többsége Szapolyaival tartott, Ferdinánd mellett kezdetben csak a horvátok és néhány magyar főnemes állt. Azonban Ferdinándot a bátyja, V. Károly német-római császár segítette, a tőle kapott német zsoldossereggel 1527–1528-ban elfoglalta Magyarországot és Lengyelországig űzte ellenfelét. Szapolyainak jobb híján a töröktől kellett segítséget kérnie, akik beleegyeztek ebbe, mivel így fenntarthatták az ország megosztottságát (ezt kihasználva véglegesen elfoglalták a Szerémséget és a Dráva–Száva közötti területet).
I. Szulejmánnak nem kedvezett a Habsburg-ház közép-európai megerősödése, ezért 1529-ben hadjáratot indított Ferdinánd ellen. Bár Budát sikerült elfoglalnia, Bécset sikertelenül ostromolta. Ráadásul a szultáni sereg kivonulását követően a Habsburg hadak Budáig nyomultak előre. A szultán 1532-ben újabb hadjáratot indított, azonban offenzívája a Jurisics Miklós által védett Kőszeg alatt elakadt. Bécs előterében erős birodalmi, cseh, magyar, olasz, spanyol hadak várták a törököket, azonban a szultán elkerülte az ütközetet. A törökök visszavonulását ezúttal is Habsburg ellentámadás követte, a Magyar Királyság északi és felső területeit Ferdinánd uralta, míg a középső és keleti területek Szapolyai pártján maradtak.
Az állandósult harcokat befejezendő, Ferdinánd és Szapolyai 1538-ban megkötötte a váradi békét. Ebben elismerte egymást a két uralkodó, ráadásul Szapolyai azt is megfogadta, hogy halála után a keleti országrész a Habsburgokhoz kerül, hogy így egyesülhessen az ország. A megállapodás titokban történt, hiszen a török ellenezte Magyarország egyesítését. Azonban Szapolyainak született egy fia, János Zsigmond, és az egyezményt felrúgva megeskette híveit, hogy a fiút válasszák királlyá. Ferdinánd a szerződésre hivatkozva sereget küldött Buda elfoglalására, de a Szapolyai-párt török segítséggel megvédte azt. Ennek ellenére Szulejmán nem bízott abban, hogy a csecsemő király, gyámja Fráter György és hívei képesek lennének megtartani a várat, így 1541. augusztus 29-én birtokba vette Budát. Ezzel az ország három részre szakadt: a Habsburg-kézen lévő királyi Magyarországra, a Szapolyai királyságából kialakuló Erdélyi Fejedelemségre, valamint a török által kialakított hódoltságra.

## A török hódoltság létrejötte

A Magyar Királyság 1550 körül

Közép-Európa 1572-ben

Miután Szulejmán elfoglalta Budát, Erdélyt vazallus területként Izabella özvegy királyné és János Zsigmond kezén hagyta, míg János Zsigmond gyámja Fráter György lett. Ő abban bízott, hogy a Habsburgokkal szövetkezve visszaállíthatja az ország egységét. Így még 1541-ben megkötötte a gyalui egyezményt, mely szerint ha Ferdinánd vissza tudja foglalni Budát, Fráter átadja a keleti országrészt. A Habsburg uralkodónak ez nem sikerült, de egy évtizeddel később, 1551-ben Fráter mégis megkezdte az átadást. Mivel Ferdinánd még ekkor sem rendelkezett megfelelő erejű sereggel, így Fráter, hogy időt nyerjen, tárgyalásokat kezdett a délvidéki pasákkal. A Ferdinánd által kinevezett katonai parancsnok, Castaldo császári tábornok ezt árulásnak értelmezte és meggyilkoltatta Frátert.
Miután a Joachim brandenburgi őrgróf által vezetett, Buda visszafoglalását célzó német birodalmi vállalkozás 1542-ben kudarccal végződött, Szulejmán 1543-ban egy újabb hadjáratban elfoglalta Pécset, Székesfehérvárt és Esztergomot, a hódoltság területét Magyarország dunántúli részére is kiterjesztve. Távozása után pedig pasái Visegrádot, Hatvant és Nógrádot is elfoglalták. Ilyen módon Szulejmán biztosította a felvonulási útvonalát és védőgyűrűt vont Buda köré.
Szulejmán 1547-ben öt évi fegyverszünetre lépett Ferdinánddal, aki 30 000 arany évi ajándék (tulajdonképpen adó, mely az uralmának az elismeréséért fizetett) fizetésére kötelezte magát. Amikor Ferdinánd király 1551-ben Fráter György megöletése után Erdélyt birtokába vette, Szulejmán 1552-ben újrakezdte a háborút, ennek során vezérei a török hódoltság területét újra számottevően növelték. Ebben az évben, augusztus 10-11-én zajlott a palásti csata és ebben a hadjáratban esett el Temesvár (Losonci István), Veszprém, az összes nógrádi vár (pl. a Szondy György által védett Drégely) és Szolnok vára is. Azonban az egri vár védői Dobó István várkapitány vezetésével szerencsésen visszaverték az ostromot. Eger védelme sikeresen megakadályozta a szultánt abban, hogy Felső-Magyarországot is elfoglalja, vagy hogy egy szélesebb területsávval elszigetelje a királyi Magyarországot Erdélytől.
1566-ban Szulejmán szultán utolsó hadjáratára indult, az 1564-ben trónra lépett Miksa király ellen személyesen vezetett hadat és Szigetvárt vette ostrom alá. A Zrínyi Miklós által páratlan hősiességgel védelmezett vár bevételét Szulejmán már nem élhette meg. 1566. szeptember 6-án az akkor még ostromlott vár falai alatt halt meg. Ugyanekkor Szulejmán alvezére, Pertaf pasa véres ostrom után bevette Gyulát, ahol a kapitulált védősereget legyilkolták.
A két új uralkodó, Miksa és II. Szelim belátták, hogy nem képes egymást legyőzni a két hatalom, így 1568-ban megkötötték a drinápolyi békét, melyben a Habsburgok elismerték az új határokat.
1556-ra hosszú távon rendeződött Erdély sorsa is. Öt évnyi Habsburg-uralmat követően az erdélyi rendek visszahívták Szapolyai özvegyét, Jagelló Izabellát Lengyelországból. Izabella október 22-én vonult be Kolozsvárra, és fia, János Zsigmond nevében átvette az uralmat. Az 1570-es speyeri szerződésben foglaltak szerint János Zsigmond lemondott a választott királyi címéről (rex electus) és elismerte, hogy Erdély a Magyar Korona elidegeníthetetlen része. Cserébe megkapta az Erdély és a Partium fejedelme címet (princeps).

## A Magyar Királyság kontinuitása
Az ország két, majd három szakadása főként az utókor retrospektív felfogásában létezik. A 16. századi magyar kortársak egyetlen Magyar Királyságot ismertek, aminek 1526-tól kezdve két uralkodója volt. Politikai és államjogi értelemben a királyi Magyarország a Magyar Királyság közvetlen folytatója volt: Buda eleste (1541) után Pozsonyban tartották a rendi országgyűléseket, itt helyezkedtek el a királyság központi hivatalai is, mint a Magyar Kancellária és a Magyar Kamara. Pozsonyban tartózkodott a nádor, az országbíró, még a Nagyszombatra költözött esztergomi érsek is fenntartott itt egy rezidenciát.

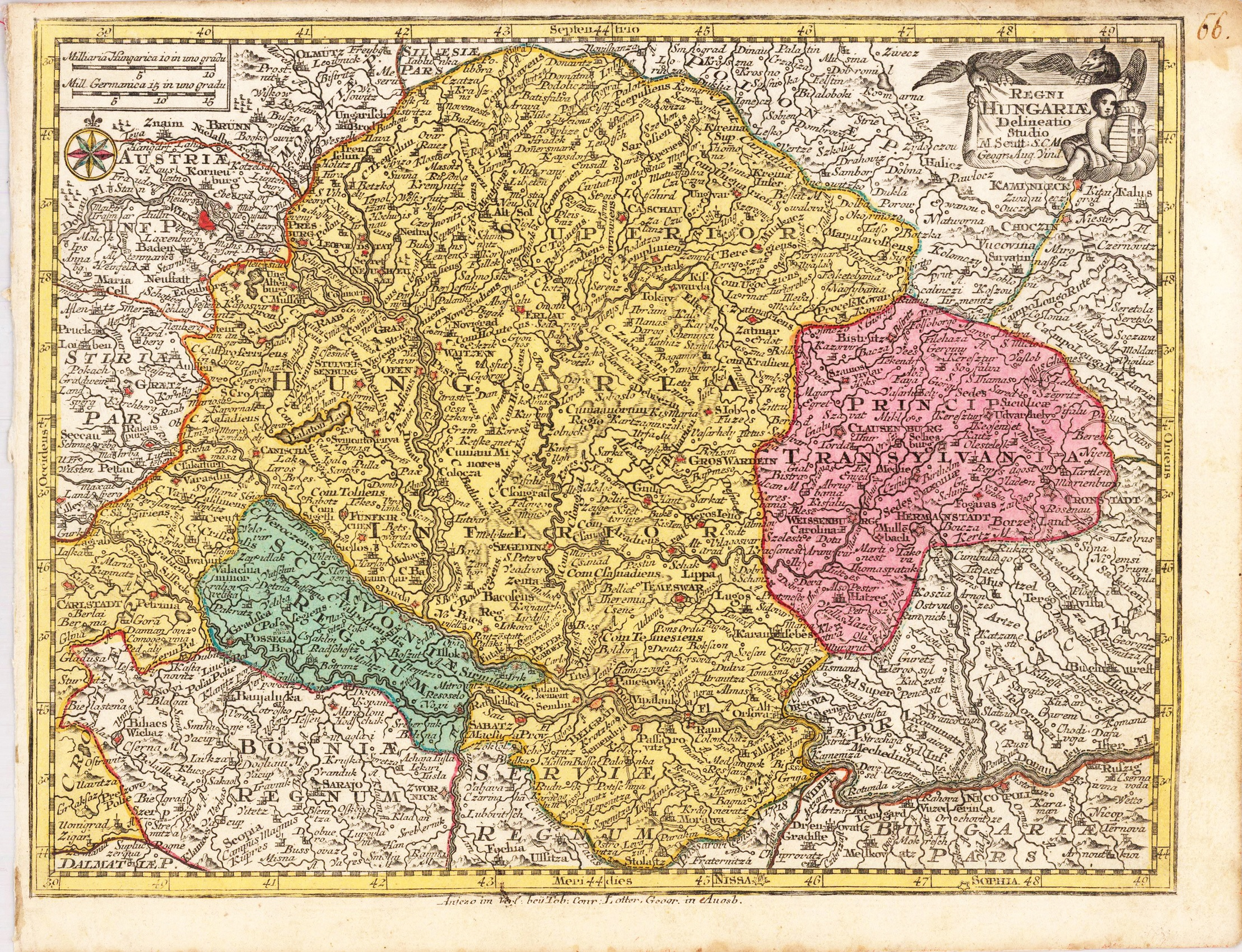
Magyar jogigényeket jelző térkép a török korban (Augsburg, 1656–60)

A mohácsi csatavesztés, Buda, Székesfehérvár és Esztergom török elfoglalása még nem jelentette Magyarország végét: a korabeli magyarság a török fennhatóságot átmenetinek tartotta, az oszmán kézre került területeket a Magyar Királyság elidegeníthetetlen részének tekintette, ezt az állapotot fejezték ki a kora újkorban készült térképek is.
A török kézen lévő alföldi és dunántúli megyék nemessége a királyi Magyarországon is megtartotta vármegyei közgyűléseit. Ráadásul a magyar nemesség a végvári katonaság segítségével a török által elfoglalt országrészen továbbra behajtotta a birtokosoknak, illetve a magyar államnak járó az adókat („kettős hódoltság”, korabeli nevén condominium). A királyi Magyarországra húzódott nemesség erejéből arra is tellett, hogy megtiltsák jobbágyaiknak, hogy ügyeikben a török hatóságokhoz forduljanak, így részben fenntartották a magyar közigazgatást és joghatóságot.

## A Habsburg uralom alatti országrész

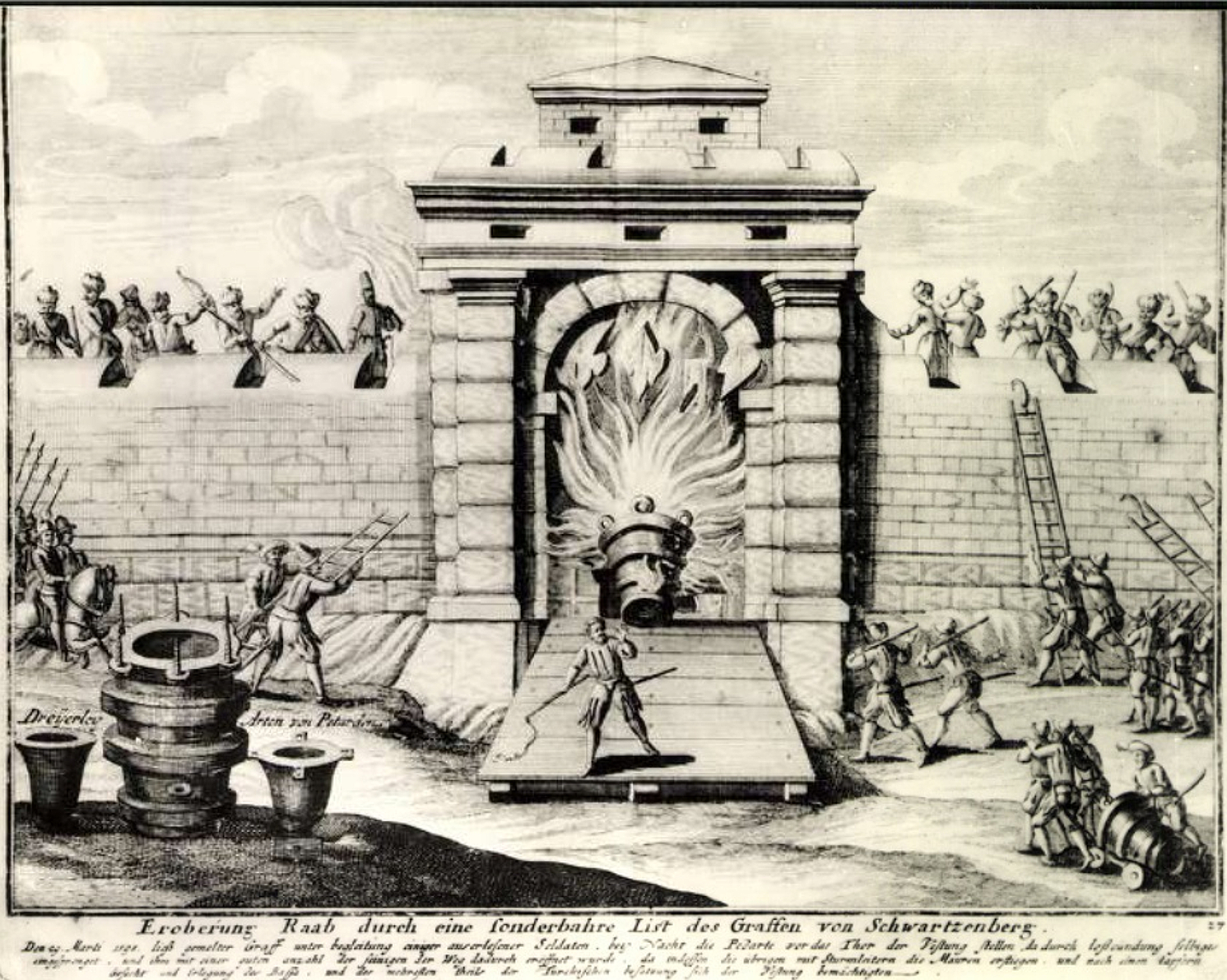
Győr ostroma 1598-ban, a fehérvári kapu berobbantása

A királyi Magyarország a Ferdinánd pártjára állt és az oszmán hódításnak ellenálló „Nyugati Magyar Királyságból” alakult ki, időben változó területe az Adriai-tengertől Felső-Magyarországig terjedt.
Már I. Ferdinánd osztrák főherceg (1556-tól német-római császár) keresztülvitte a Habsburg Birodalom hadügyi és pénzügyi rendszerének központosítását. A tragikus területi veszteséget elkönyvelő Magyar Királyságot ezentúl a Bécsben székelő  Udvari Kamara (Hofkammer), Udvari Kancellária (Hofkanzlei), Udvari Haditanács (Hofkriegsrath) és Titkos Tanács igazgatta. A pozsonyi, illetve szepesi kamara mindvégig a bécsi központi szervek irányítása alatt állt. Az Udvari Kamarának ráadásul fennállása alatt egy magyar tagja sem volt.
Noha a magyar elit rendszeresen sürgette a török elleni felszabadító háború megindítását, a dinasztia több alkalommal a nyugati, német hadszíntéren vetette be a magyar csapatokat, mint a schmalkaldeni háborúban (1546–1547) vagy a harmincéves háború idején.
II. Miksa császár és Habsburg Rudolf alatt még inkább erősödtek a Habsburg-ház központosító törekvései. Jelzésértékű, hogy Nádasdy Tamás 1562-ben bekövetkezett halála után egészen 1608-ig betöltetlen maradt a nádori szék. A magyar rendek belpolitikai súlya és törvényhozó szerepe megmaradt, tőlük függött az adómegajánlás is, de diplomáciai és hadügyi kérdésekben nem voltak illetékesek. Mivel a királyi Magyarország török elleni védelmi vonala csak nyugati segítséggel volt tartható, a magyar nemesség tudomásul vette, hogy az országot külföldi központból, Bécsből (illetve Prágából) kormányozzák.
A tizenöt éves háború alatt a magyar rendek és a Habsburgok között első ízben került sor kenyértörésre. A német és vallon zsoldosok hasonló pusztítást végeztek, mint a törökök, 1600 júniusában például Pápa várának fizetetlen vallon zsoldosai lázadtak fel. Konfliktus forrása lett, hogy a Habsburg-kormányzat időről időre koncepciós eljárást kezdeményezett a protestáns főnemesség ellen (legismertebb példái Illésházy István vagy Báthori Erzsébet pere). Magyarországon és Erdélyben kezdetét vette az eszközökben nem válogató ellenreformáció.
Az 1604-ben kezdődő Bocskai-szabadságharc során a Bocskai István vezette magyar felkelők Habsburg Rudolf csapatait kiszorították Erdélyből, valamint a királyi Magyarország északi és keleti területéről. Ennek nyomán helyreállt a Magyar Királyság rendi alkotmánya, háború előtti státusza.
A széttagolt Német-római Birodalom irányításából mindinkább kiszorult Habsburgok inkább koronájuk más államait igyekeztek centralizált abszolutizmusuk alá vetni. Ennek első állomása „Ausztria” volt, majd a harmincéves háború keretében a cseh rendiséget is sikerült mind elméletileg, mind gyakorlatilag lefejezni, Csehország Habsburg örökös tartománnyá vált. 1671-ben I. Lipót a Magyar Királyságban is bevezette a nyílt abszolutizmust. Ekkorra már létrejött egy feltétlenül udvarhű, aulikus arisztokrácia, mely támogatta a Habsburg Birodalom központosítását.

### Végvárrendszer

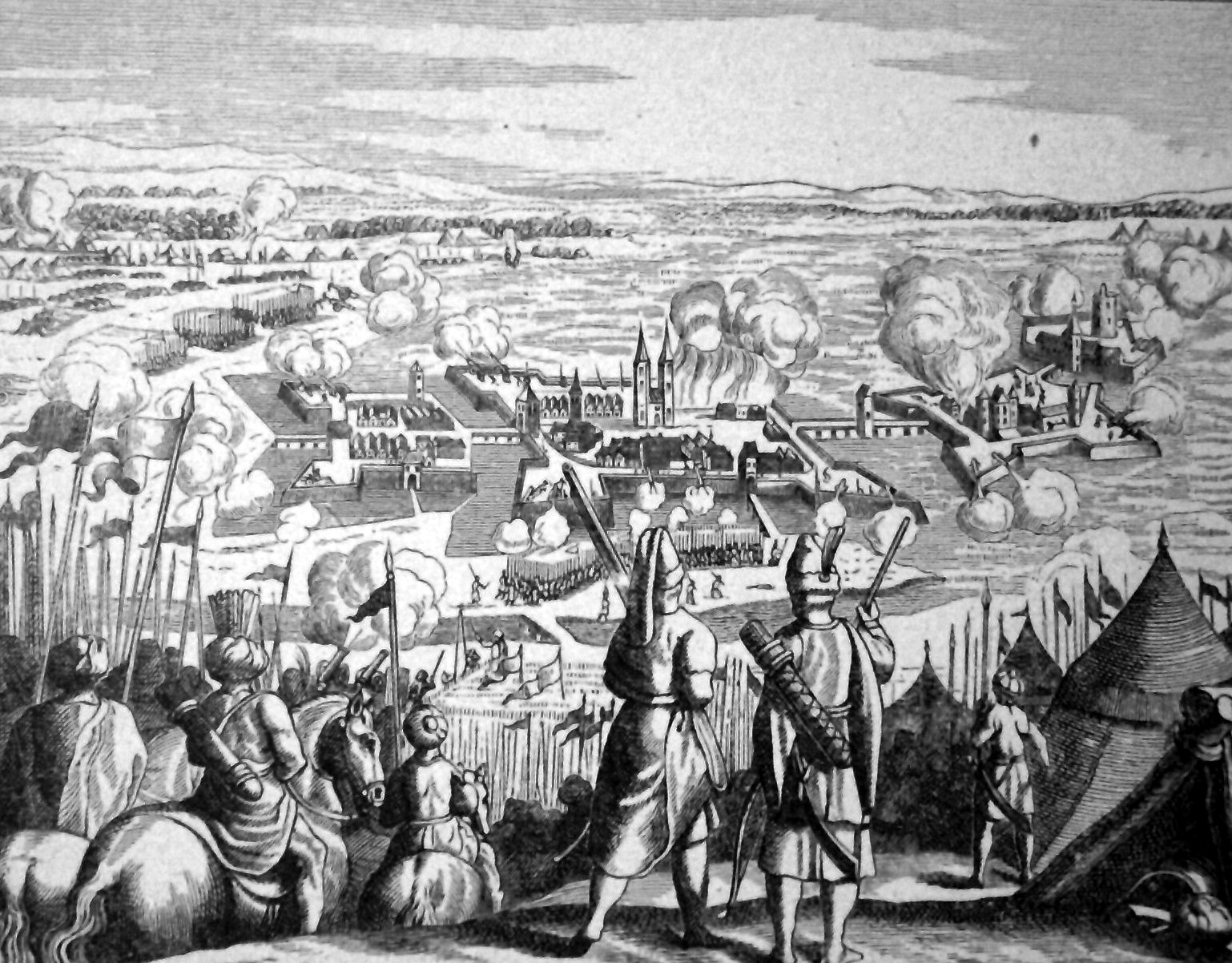
Szigetvár vára a 16. században, a korszerűsítések után

Mivel a 16. században a török hadigépezetet nyílt mezőn nem lehetett legyőzni, ezért a Habsburg uralkodó újból ahhoz az eszközhöz nyúlt, amelyet Magyarországon előtte már Luxemburgi Zsigmond vagy Mátyás király is megtett és erőteljesen szorgalmazott – a végvárrendszer. A hódoltság peremén többé-kevésbé egybefüggő védővonal alakult ki: az 1540-es évektől megkezdődött egyes kiemelt erődítmények (például Eger, Győr és Szigetvár) átépítése. 1556-tól a végvárak a Haditanács hatáskörébe kerültek, s így lehetőség nyílt a várrendszer egységes és szakszerű irányítására. Az 1550-es évek közepétől a számos olasz hadmérnök érkezett Magyarországra. Nicolo Angielini olasz várépítő mester 1564-1566 között részletes térképeket készített a várakról és azok alaprajzairól.
Békésebb időszak beköszöntével a bécsi kormányzat 1577-ben két hónapos haditanácskozás után a rendszer reformjára szánta el magát, ennek részeként egyes fontosabb várak védműveit a korszak haditechnikai követelményeinek megfelelően átépítették, az erődítmények megerősítésére gyakran éltek a környék elmocsarasításával, patakok felduzzasztásával. Az építkezések rendkívüli költségesek és lassúk voltak. Győr és (az 1552-ben rommá lőtt) Eger átépítése nem fejeződött be a tizenöt éves háború kitöréséig.

## Erdély

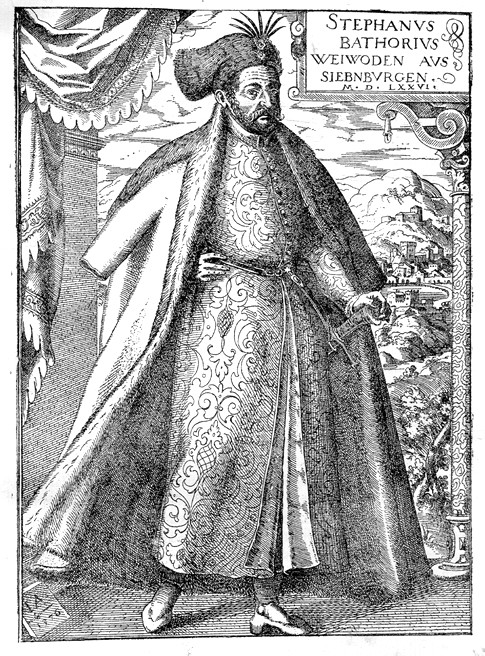
Báthory István kőmetszeten

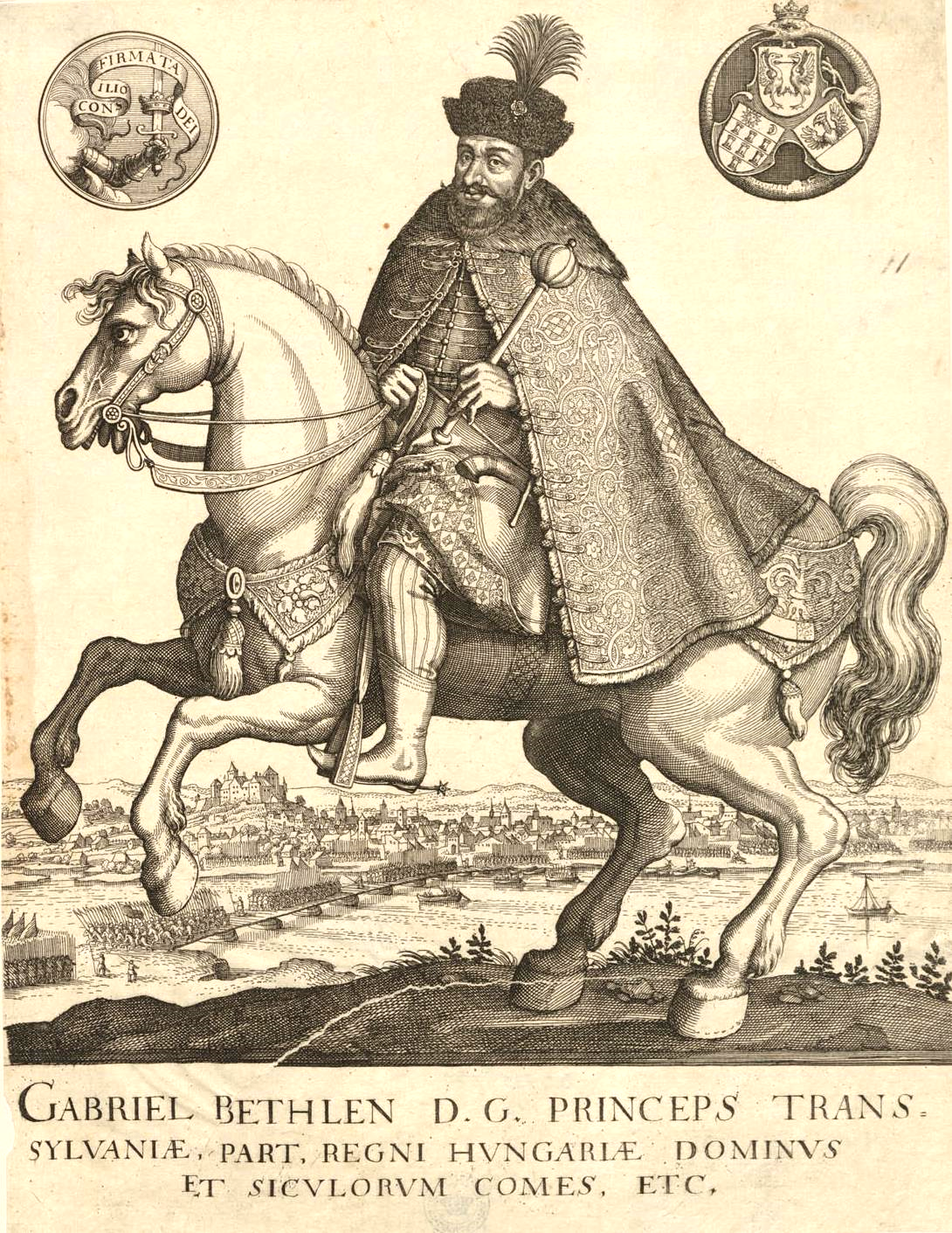
Bethlen Gábor

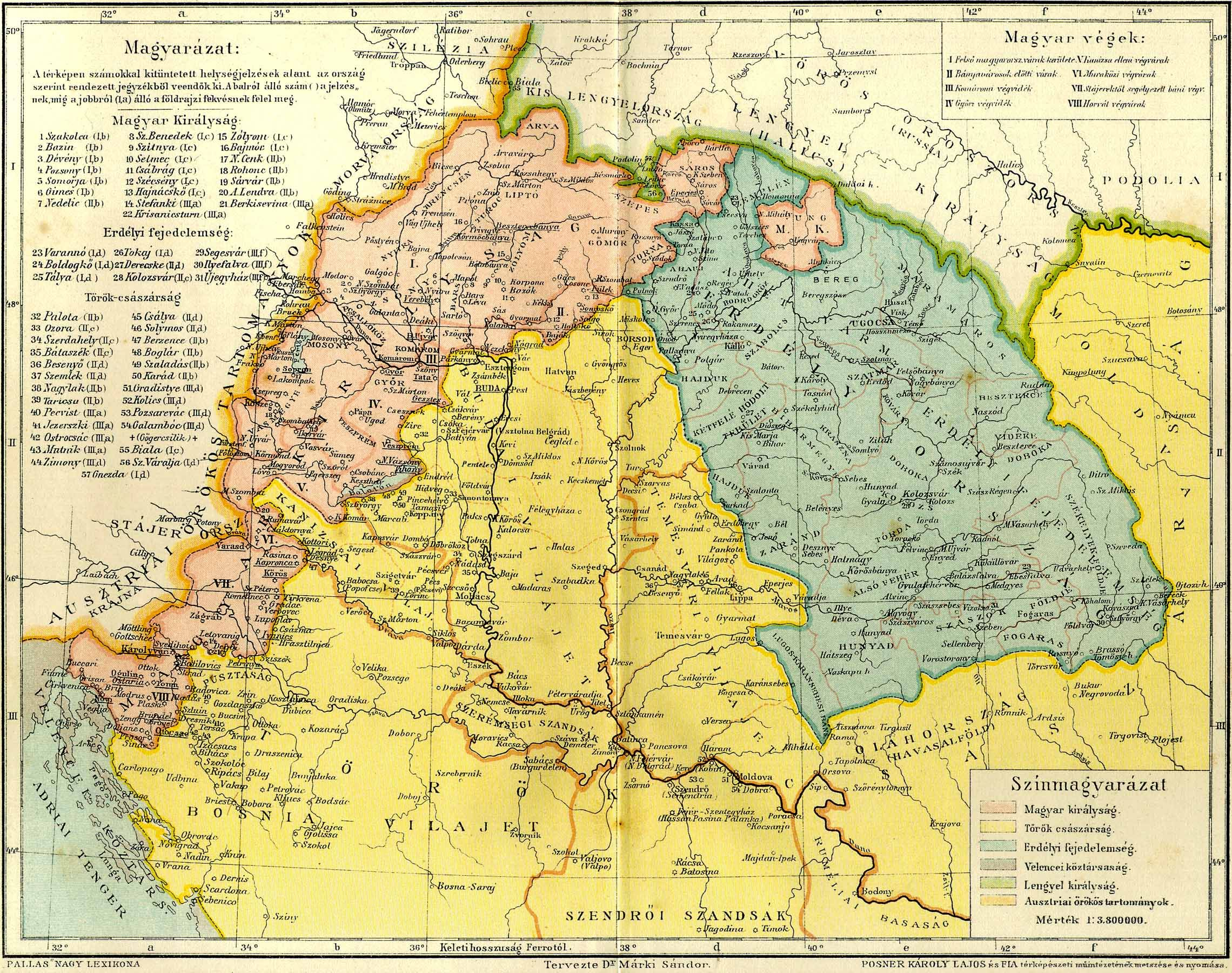
Magyarország 1629-ben. Az Erdélyi Fejedelemség Bethlen Gábor alatt érte el legnagyobb területi kiterjedését

Az Oszmán Birodalom által támogatott „Keleti Magyar Királyságból” alakult ki, mikor 1570 végén a speyeri szerződésben János Zsigmond lemondott a királyi címről és beleegyezett abba, hogy csak a fejedelmi címet használja. Hivatalosan csak innen számítható az önálló fejedelemség léte, de a gyakorlatban az önálló Erdély már 1541-től létezett, mikor I. Szulejmán oszmán szultán bevette Budát, Erdélyt pedig hűbéres területként meghagyta az Izabella özvegy királynénak és János Zsigmondnak, s a régió területén György barát szervezett államapparátust.
A fejedelemség a történelmi Erdély területén kívül a volt Magyar Királyság más területeit is birtokolta. Ezt a széles területsávot nevezték latin szóval Partiumnak (magyarul „Részek”). Az erdélyi fejedelmeknek a királyi Magyarország területén, a Tiszántúlon és Felső-Magyarországon volt birtokaik súlypontja: ez éppúgy igaz a négy erdélyi fejedelmet és Báthory István személyében egy lengyel királyt adó Báthori-családra, mint a Rákócziakra.
Az Erdélyi Fejedelemség első aranykora Báthory István uralkodására (1571–1586) esik. Belpolitikájában a fejedelmi hatalom megerősítésére törekedett: felülvizsgálta a korábbi fejedelmi birtokadományokat, számba vette az állami jövedelmeket, fejlesztette a kereskedelmet és a bányászatot. Az erdélyi vallási türelmet ő sem bolygatta (ugyanakkor megtiltotta a további újításokat), bár célja a katolicizmus erősítése volt a többségében protestáns fejedelemségben. 1579-ben Kolozsvárra telepítette a jezsuitákat, és mint vallási újítót, a dévai várbörtönbe záratta Dávid Ferenc unitárius püspököt. 1581-ben jezsuita kollégiumot alapított Kolozsváron, amely a mai Szegedi Tudományegyetem jogelődje. Udvarában, Páduában végzett értelmiségiekkel vette körül magát, innen indult például a Wesselényiek és a Bethlenek felemelkedése is. Maga a fejedelem is kiváló politikai író volt, levelei stílusremekek.
A „hosszú háború” következtében a Fejedelemség addigi legsúlyosabb válságát élte át. Báthory Zsigmond többszöri lemondása és visszatérése következtében Erdély állandó belháború színtere lett. Rudolf előbb Mihály vajdát nevezte ki Erdély császári helytartójává, majd a hírhedt Giorgio Basta tábornokot állította az elpusztított tartomány élére. Jellemző, hogy a Habsburgok 1602-ben azt a Bocskai Istvánt is perbe fogták és Prágába internálták, aki a Habsburg-párti politika legfőbb erdélyi képviselője volt és törökellenes oldalon léptette be a fejedelemséget a háborúba. Az 1604-ben kezdődött Bocskai-felkelés a királyi Magyarország területének nagyobb részéről kiszorította a német csapatokat és helyreállította az Erdélyi Fejedelemség tizenöt éves háború előtti státuszát. A következő fél évszázadban az erdélyi fejedelmek léptek fel a Habsburgokkal szemben magyar rendi jogok és a vallásszabadság őrzőiként.
A harmincéves háború kitörése alkalmat adott arra, hogy Bethlen Gábor megindítsa a harcot a Habsburgok ellen. 1619-ben, szövetkezve a cseh protestáns rendekkel, teljesen elfoglalta a királyi Magyarországot, és csapatai már Bécs alatt álltak, amikor Homonnai György Lengyelországból betörve zsoldosaival hátba támadta, mire kénytelen volt visszavonulni. A besztercebányai országgyűlés 1620. augusztus 25-én Bethlen Gábort magyar királlyá választotta, a csehek fehérhegyi veresége után azonban kénytelen volt a császárral béketárgyalást kezdeni. 1621. december 31-én a nikolsburgi békében lemondott a királyi címről, ennek fejében viszont megkapta a német-római birodalmi hercegi címet, valamint a hét felső-tiszai vármegyét és Oppeln-Ratibor sziléziai hercegségeket. Második Habsburg-ellenes hadjáratával, 1624-ben újabb eredményt nem ért el, 1624. május 8-án a bécsi békében lemondott sziléziai birtokairól.
A 17. század első fele az Erdélyi Fejedelemség aranykora volt, az ország lakossága, elsősorban a magyar nemesek, a kollektív nemességet birtokló székelyek és a városi kiváltságokat élvező szászok a másik két magyar országrész lakosságához képest jómódban éltek. Bethlen Gábor fejedelem gyulafehérvári udvarában a tudományok és művészetek bőkezű támogatásra találtak. Bethlen Gábor és utóda, I. Rákóczi György sikeresen avatkoztak be a harmincéves háborúba a Habsburg-ellenes oldalon. Az Erdélyi Fejedelemség mint a franciák és a svédek szövetségese került be az 1648-ban aláírt vesztfáliai békeszerződésekbe. A nemzetközi diplomáciában Erdélyt szuverén országnak, a térség stabilizáló hatalmának tekintették.
II. Rákóczi György lengyelországi hadjárata katasztrofális következményekkel járt: Erdélyt lengyel és tatár csapatok égették fel, Várad török kézre jutott (1660), míg a fejedelemség élére Apafi Mihály került. Az ország többé nem nyerte vissza politikai súlyát: mind a török végleges kiűzését, mind a lipóti abszolutizmus kiépülését statisztaként szemlélte.

### Vallásszabadság Erdélyben
Az 1568-as tordai országgyűlés a tordai katolikus templomban Európában elsőként hirdetett vallásszabadságot. Ez a szabadság négy keresztény irányzatra: a katolikus, a református, az evangélikus és az unitárius felekezetre vonatkozott.

### Az állami önállóság kérdései
Az Erdélyi Fejedelemséget sokszor nevezik önálló országnak és a magyar állami szuverenitás egyedüli őrzőjének a három részre szakadt történelmi Magyarország korszaka alatt. A fejedelemség az Oszmán Birodalom vazallusa volt ugyan, de ez nem jelentette a törökök közvetlen uralmát az ország fölött. Ez inkább két uralkodó kölcsönös szerződése volt, amelyet az erdélyi fejedelmek önként vállaltak.
A függő viszony mindkét ország számára előnnyel járt. Erdély számára a török védnökség egyenesen az önálló állami léte biztosítékát jelentette a szüntelenül fenyegető Habsburg Birodalommal szemben. Az ország uralkodóit az erdélyi országgyűlés szabadon választotta. A megválasztott fejedelem ugyanakkor hatalmi jelvényeit a szultántól kapta, uralkodásához annak jóváhagyására volt szükség. Az erdélyi fejedelem évi adót (haradzs) fizetett az Oszmán Birodalomnak, kül- és hadügyeiben általában nem cselekedett a szultán egyetértése nélkül. Belpolitikájában azonban teljesen független volt. Erdélyben nem állomásozott török hadsereg. Csak a szultán nagykövete volt jelen Gyulafehérvárott, ugyanúgy ahogy az erdélyi fejedelemnek is állandó diplomáciai képviselete volt Isztambulban (az úgynevezett „Erdélyi Ház”).
Erdély így valóban önálló állam volt, szemben a havasalföldi és moldvai vajdasággal. A törököknek ugyancsak hűbéres két román állam a belpolitikájában sem volt önálló, ugyanis a szüntelenül a hatalomért versengő vajdajelöltek kiszolgáltatták országukat a török szultánok kényének, akik mindig a saját – sokszor Isztambulban nevelkedett – kegyeltjeiket ültették trónra.

## A török hódoltság területe

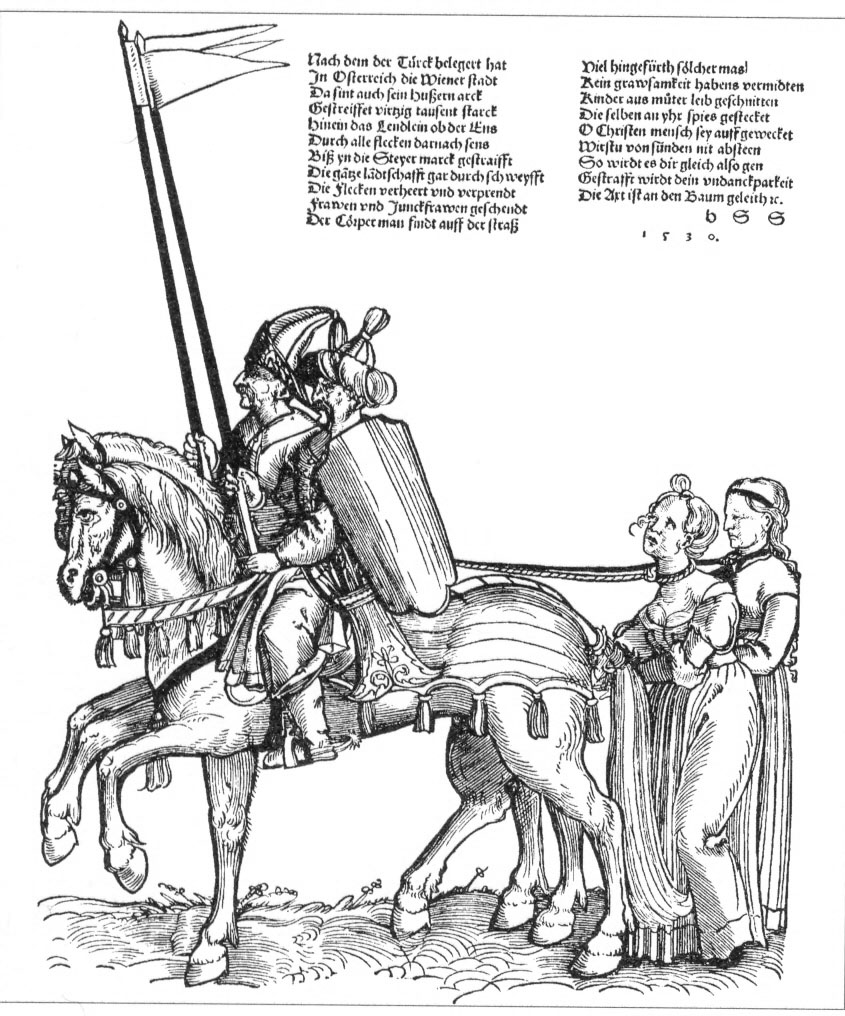
Török portyázók rabszíjra fűzött foglyokat visznek

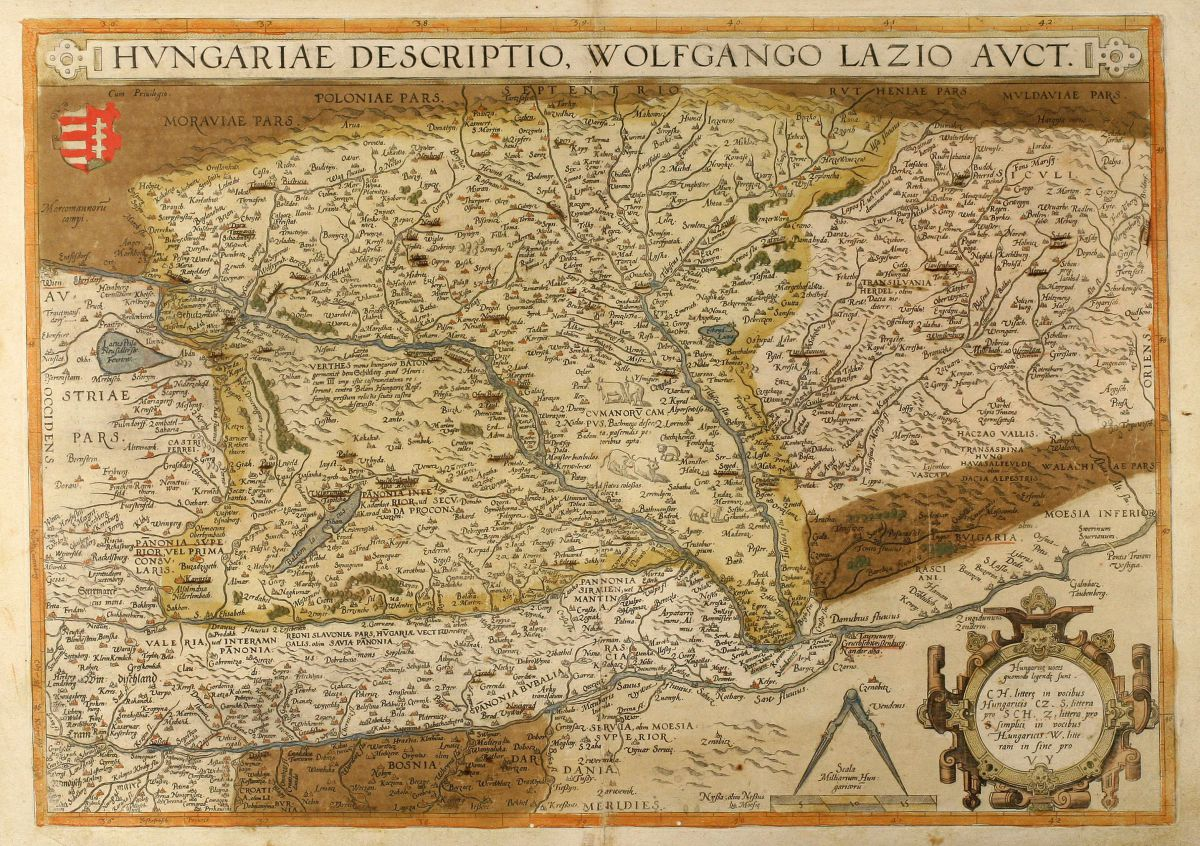
Wolfgang Lazius térképe a Magyar Királyság területéről (1552)

Magyarországon a legelső és végig a legfontosabb a Budai vilajet volt. Közép-Magyarországon kívül a Temesközt is Budáról irányították. Itt volt a hódoltsági terület központja, melynek élén a budai pasa állt, aki rangban a később alapított vilajetek beglerbégjei felett állt. Ezt mutatta az is, hogy 1623-ig időnként, azután folyamatosan vezíri rangú ember állt a budai vilajet élén. Ezt követte 1552-ben a temesvári vilajet, majd sorban a többi.
Ezeknek a területeknek jelentős katonaságot és hivatalnoki gárdát kellett ellátniuk. Az egyes egységek főhivatalnokai tanácsadó testületet alkottak (díván). Ilyen főhivatalnok volt például a defterdár (adószedő), a kádi (bíró) és a mufti (törvénytudós, egyházjogász). A belső rendet a janicsárok és a szpáhik tartották fenn.
Az oszmán hódítással együtt jelentősebb számú, 50-80 ezer „török” érkezett az országba, főként katonák és hivatalnokok, kisebb részben kereskedők és mesteremberek. A katona és a kereskedő nem voltak egymást kizáró foglalkozások. A napi 3-10 akcse zsoldot kapó várkatonák különösen a 17. században rákényszerültek kiegészítő jövedelmi források biztosítására. Sokan boltot nyitottak, alkalmi kereskedőként vagy iparosként próbáltak bevételhez jutni. A törökök a másfél évszázados uralmuk alatt elsősorban városi lakosságot alkottak, a vidéki társadalomban hatásuk nem volt jelentős. A betelepülők azonban ahhoz sem voltak elegen, hogy Budát, a Hódoltság központját török színezetűre fessék. Bár megtiltották a magyarok betelepülését Budára, ezzel csak elszlávosították a várost, Evlija Cselebi a 17. század közepén azt írta a lakosságról, hogy „mindnyájan bosnyákok”.
Már a déli végvári vonal áttörése előtt jelentős számban éltek szerbek Magyarország déli területein, és a 16. század közepére a Maros vonalától délre, a Temesközben, a Duna–Tisza közén és a Dunántúlon egyaránt nagy számban jelentek meg. A háborús pusztítás leginkább a síkvidékeken élő magyarokat sújtotta, és a ritkán lakott terület lehetőséget kínált a szerbeknek az észak felé történő továbbvándorlásra, akik előbb a Körös–Maros közén, majd a Duna mentén a Duna–Tisza közén telepedtek meg. Velük együtt bosnyákok is érkeztek az országba. A délszlávok betelepedéséhez nagyban hozzájárult, hogy ekkor a ruméliai török seregek legénységét nagyrészt a Balkán délszláv lakosságából verbuválták. Az Oszmán Birodalom magyarországi váraiban és erősségeiben nagyrészt nem török etnikumú, hanem balkáni délszláv (főként ortodox szerb, illetve muszlim bosnyák) származású katonák biztosították az elfoglalt területek megtartását a szultánok számára.
A háborús pusztítások következtében a Hódoltság népsűrűsége messze elmaradt a Nyugat-Európa fejlettebb államaiban tapasztalható értékektől. Míg Itáliában 100 fő/km², a Francia Királyságban és Németalföldön 34-40 fő/km² mondható tipikusnak a korszakban, addig a török uralma alatt álló magyarországi területeken ez az érték 7-8 fő/km². Bár ennél a Nyugat-Magyarországra jellemző 15 fő/km² jóval magasabb, az is messze elmarad a nyugati számoktól.

## Reformáció és ellenreformáció

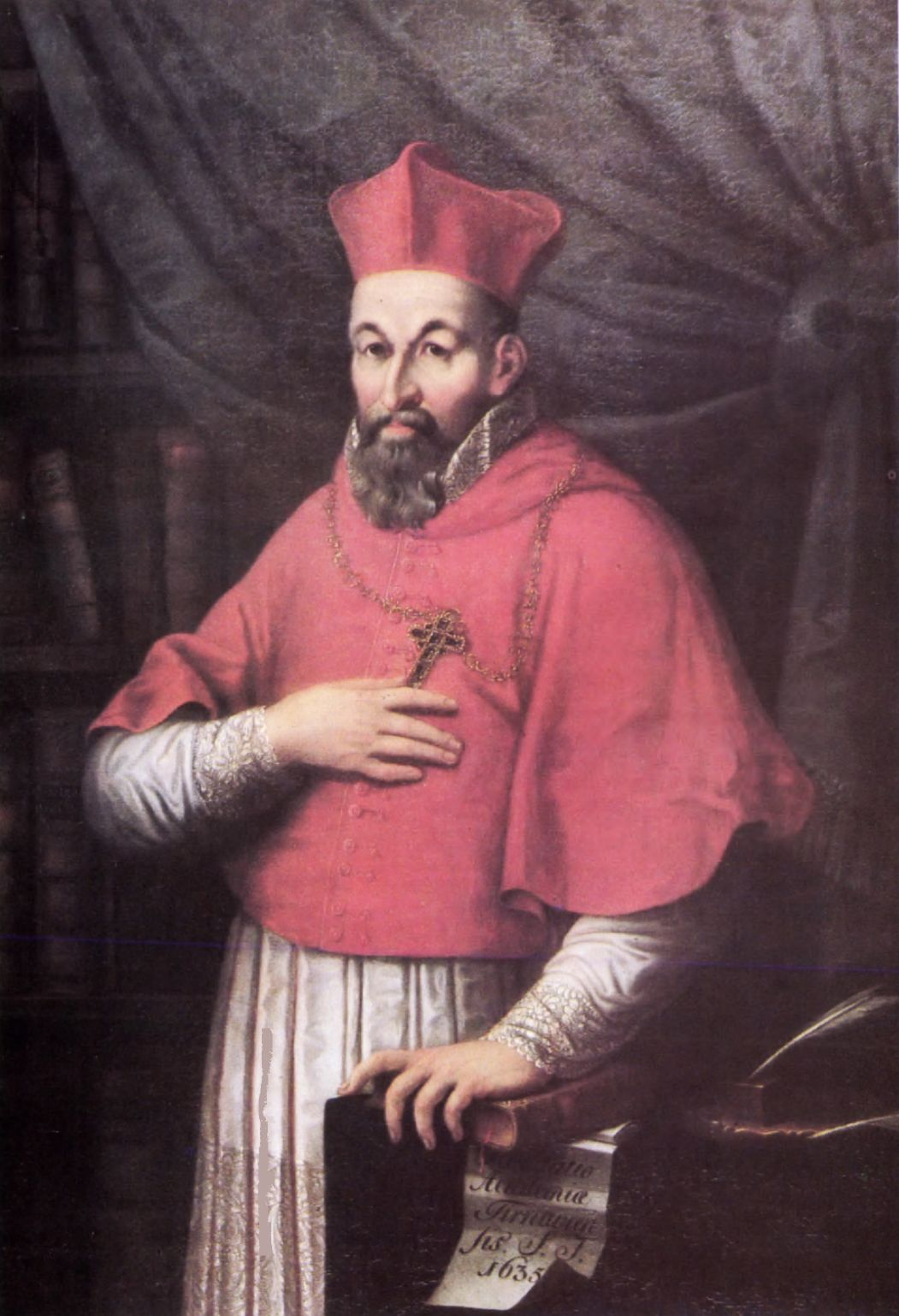
Pázmány Péter

Magyarországra a reformáció a mohácsi csata után jutott el, legkorábban az erdélyi és felvidéki szászok körében ismert. 1551 után a lutheránus irányzat mellett terjedni kezdett a kálvini reformáció, elsősorban Kálmáncsehi Sánta Márton és Méliusz Juhász Péter prédikátorok révén. Hazánkban a reformáció kálvinista irányzata vált uralkodóvá, mindenekelőtt a mezővárosokban és a vitézlő rend körében, a Dunántúlon épp úgy, mint Erdélyben. A protestantizmus a Habsburgokkal való szembenállást is kifejező nemzeti üggyé vált. Az új vallás térhódítását nagymértékben elősegítette az erdélyi fejedelmek támogatása. A reformáció erdélyi támogatása óriási hatást gyakorolt a hazai tudomány és a magyar nyelvű irodalom fejlődésére is. Erdélyen kívül jelentős magyar kulturális központtá fejlődött a Rákóczi-család sárospataki udvara és Debrecen mezővárosa.
Mivel a 16. század végére Magyarország lakosságának kb. 90%-a a protestáns hit mellett döntött, a katolikus klérus – hatalmi eszközöket is igénybe véve – ellenakciót indított. Az ellenreformáció korszaka Rudolf trónra lépésével kezdődött. A tizenöt éves háború során Rudolf főkegyúri jogával élve nem egy esetben katolikusoknak adta a protestánsok templomait. Kassán Barbiano di Belgioioso gróf ágyúkat hozatott a főtérre, hogy kényszerítse a városi tanácsot a lutheránusok kezén lévő Szent Erzsébet székesegyház átadására. 1604. tavaszán Rudolf a pozsonyi országgyűlés végzéseihez utólagosan egy XXII. pontot (hamis artikulus) is hozzáíratott, amely megerősítette a korábbi protestánsellenes törvényeket és megtiltotta, hogy az országgyűléseken ezentúl vallási kérdéseket tárgyaljanak.
A Habsburg Birodalomban a reformáció előretörése a 16. század végén–17. század elején jelentősen megtorpant. Nem ok nélkül, ugyanis tizenöt éves háborút és a Bocskai-felkelést követően a jezsuita propaganda a török–protestáns összefogásra hivatkozhatott. Nagy sikereket ért el az ellenreformáció Németország déli részén, különösen Bajorországban és az osztrák tartományokban, ahol II. Ferdinánd 1598 és 1629 között erőszakkal és fegyverekkel csaknem teljesen visszaszorította a protestantizmust.
A királyi Magyarországban zajló ellenreformáció kiemelkedő alakja Pázmány Péter volt, aki írásaival és ékesszólásával a többségében protestáns hitre áttért magyar főurak jelentős részét ismét visszatérítette a katolikus egyházba s ezáltal a katolicizmus hosszútávú biztos szerepét Magyarországon megszilárdította.
A magyarországi ellenreformáció két földrajzi régióban aratott osztatlan sikert. A 16. században a Dunántúl népességének a nagyobb része protestáns lett, ezt mutatja az 1531-ben alapított pápai kollégium is. A 17. században azonban Bécs közelsége és a meghatározó főúri családok rekatolizálása miatt a Dunántúl néhány református szigettől eltekintve katolikus tömbbé vált. A másik terület Horvátország volt: a horvát rendi országgyűlés a 17. század elején törvényt hozott a protestánsok kitiltásáról. Mivel a horvátok és a Dunántúl katolikus főurai mindvégig szemben állottak az erdélyi fejedelmek nagyobbrészt protestáns csapataival, a felekezeti különbség egyúttal politikai ellentétet is magában foglalt.

## A török kor vége, a nyílt abszolutizmus kezdete

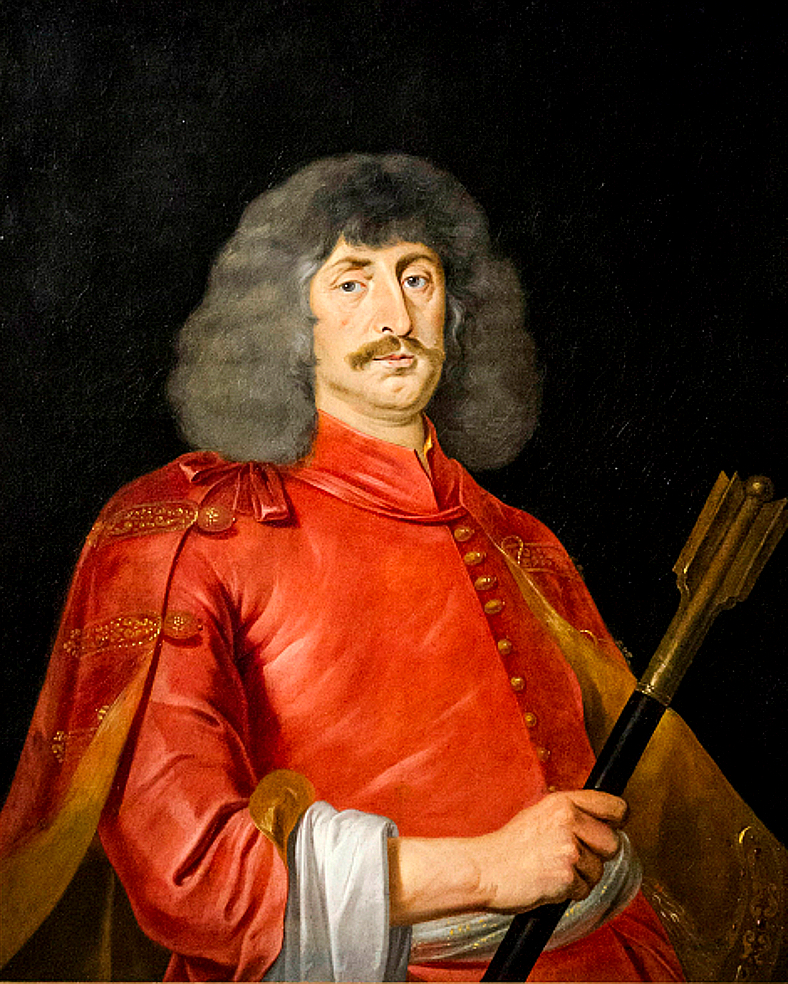
Zrínyi Miklós horvát bán

A török uralom alatti országrész településeinek jelentős része a kora újkor során a háborús időszakok pusztításai miatt fokozatosan eltűnt a föld színéről, és a 17. század második felére a terület néhány önvédelemre berendezkedő mezőváros kivételével gyakorlatilag elnéptelenedett. A pusztulás okozója nem csak a törökök uralma volt, hanem a kegyetlen háborúk, különösen a Habsburgok által alkalmazott idegen zsoldoskatonák pusztításai is. A 17. század második felében Zrínyi Miklós hősies erőfeszítésekkel próbálta megszervezni a törökök magyar vezetéssel történő kiűzését az ország újraegyesítése érdekében. Zrínyi Miklós írásiban felmerült a törököktől és Habsburgoktól egyaránt független, nemzeti királyság gondolata.
Bár Bécs mindenáron kerülni akarta a háborút, az oszmánok mégis támadást indítottak és bevették Érsekújvárt (1663). Zrínyi Miklós horvát bán látványos sikereket ért el az 1664. évi hadjáratokban. Ilyen nagy haditette volt a törökök utánpótlását biztosító eszéki híd felégetése; emellett még számos dél-dunántúli várat visszavett a törököktől. A hadi sikerek gyors kiaknázását a hadjárat folytatásának elrendelését halogató Udvari Haditanács nem tette lehetővé. Zrínyi győzelmei és a többnemzetiségű keresztény erők által sikerrel megvívott szentgotthárdi csata ellenére a francia expanzióra aggodalommal tekintő Habsburgok békét kötöttek Vasváron. Ezzel az osztrákok nemcsak a status quót állították vissza, hanem oszmán kézen hagyták azokat az 1660–64 között szerzett területeket, amelyek visszaszerzésére a magyar rendek annyira törekedtek (köztük Váradot is).
A vasvári béke egy láncreakciót indított el. A rendek rájöttek ugyanis, hogy többé nem bízhatnak a Habsburgokban, ezért Wesselényi Ferenc nádor a Wesselényi-féle rendi szervezkedés (1666-1671) élére állt. Miután Zrínyi Péter horvát bánt, Nádasdy Ferenc országbírót és Frangepán Ferenc Kristóf horvát főnemest a magyar rendi alkotmány éles megsértésével kivégezték, I. Lipót nyílt abszolutizmust vezetett be. A jogeljátszás elméletére hivatkozva megszüntette a nádori tisztséget, helyére Guberniumot állított fel, kemény ellenreformációs intézkedéseket vezetett be, mindezek által a magyar rendi alkotmányt teljesen figyelmen kívül hagyva. Königsegg alkancellár ezt így fejezte ki: „a magyarok rebelláltak, s ezzel minden privilegiumukat elvesztették, mostantól kezdve tehát mint armis subjecti, fegyverrel alávetettek kezeltetnek.”
Az 1671. december 11-én kelt uralkodói pátens elbocsátotta a végvári katonaság kétharmadát. Az 1671. március 21-én kelt adópátensben I. Lipót a Magyar Királyságra hárította az ott állomásozó katonaság anyagi és természetbeni ellátását (pl. takarmány). Az uralkodó az évi hadiadót 870.000 forintra növelte, holott a királyi Magyarország általában a városok adójával együtt 90–120 ezer forint hadiadót fizetett évente. A hiányzó összeget az udvar a nemesség megadóztatásával akarta előteremteni. A bécsi udvar fellépett a protestánsokkal szemben: 300 lelkészt és tanítót törvényszék elé állítottak Pozsonyban (többeket gályarabságra ítéltek). A német katonaság a felső-magyarországi köznemesség és parasztság felkelésére erőszakkal felelt: a kassai piacon 22 magyar nemest húztak karóba, és azonkívül még negyvenet végeztek ki ugyanott.

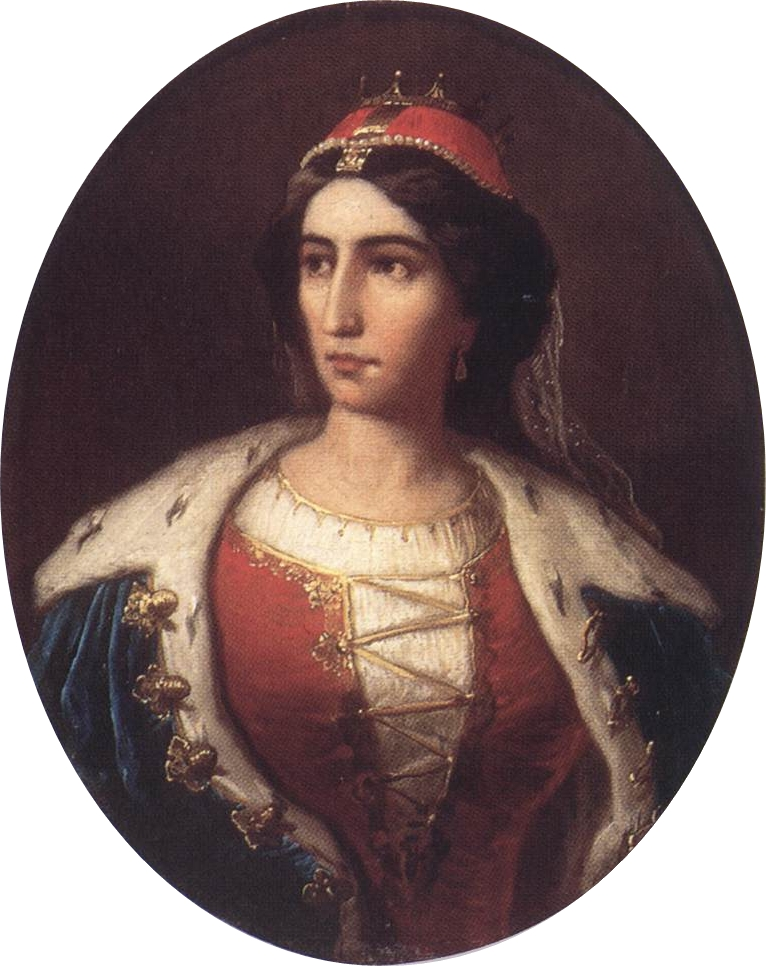
Zrínyi Ilona, a munkácsi hős

A magyar nemesség és parasztság ellenállását és a Thököly Imre vezette szabadságharc helyi sikereit látva Lipót 1681. április 28-án összehívta a soproni országgyűlést, helyreállítva az 1667 óta betöltetlen nádori hivatalt.
Thököly a soproni országgyűlés ellenére folytatta a harcot, 1682-ben elfoglalta Kassát és Füleket, létrehozva a törökkel szövetkező Felső-Magyarországi Fejedelemséget (1682–1685), rövid időre négy részre szakítva ezzel az országot. Kara Musztafa, az új török fővezér (részben Thököly sikerein felbátorodva) 1683-ban hadjáratot indított Bécs elfoglalásara. A császári erők a következő években ellentámadást indítottak: felszámolták Thököly fejedelemségét, majd hadműveletbe kezdtek a török hódoltság visszaszorítására. Ezzel egy időben a Habsburg Birodalom nemzetközi kampányba kezdett a törökökkel összefogott, rebellis magyarság lejáratására.

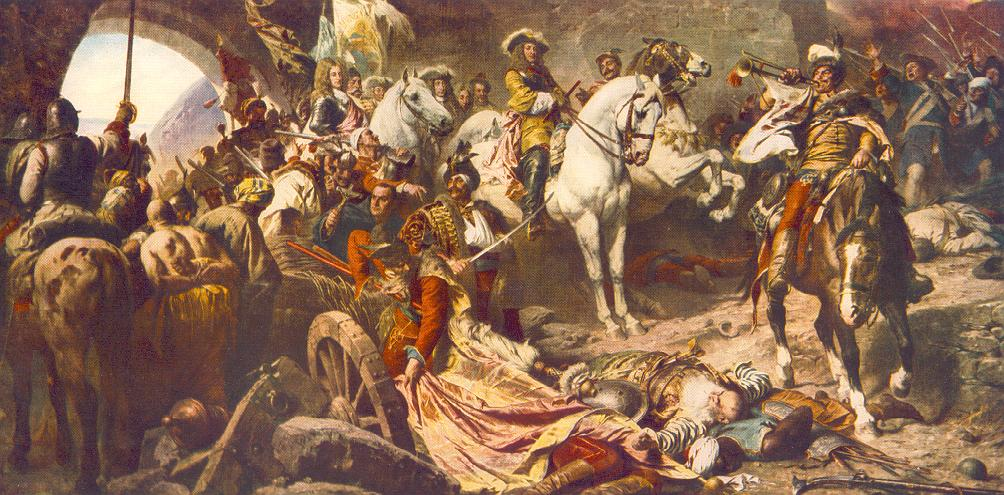
Buda visszafoglalása 1686-ban. Benczúr Gyula festménye

1684-ben XI. Ince pápa nagy diplomáciai erőfeszítések árán létrehozta a Szent Ligát (Liga Sacra), amelynek célja az európai török uralom felszámolása volt. A szövetség kezdetben a Habsburg Birodalom, Velence és a Lengyel–Litván Unió szövetsége volt, hozzájuk csatlakozott Bajorország, Brandenburg, Szászország, az Orosz Birodalom és titokban az Erdélyi Fejedelemség is. A kezdeti gyors sikerek ellenére, mint Buda visszafoglalása (1686) vagy a nagyharsányi csata (1687), a törökellenes koalíció lendülete kifulladt, patthelyzet alakult ki. 1697-től a török elleni háború fővezére Savoyai Jenő tábornagy lett, aki először leverte a hegyaljai felkelést, leszámolt Thököly híveivel, majd 1697-ben a zentai csatában megsemmisítette a szultáni fősereget és döntő győzelmet aratott a török felett.

## A Rákóczi vezette szabadságharc és a kuruc állam
A 17. század végére a Habsburg vezetés alatt álló keresztény seregek a Temesköz kivételével visszafoglalták a középkori Magyar Királyság törökök által elfoglalt területeit, amit az 1699-es karlócai béke szentesített. A szintén osztrák kézre jutott Erdélyt azonban nem egyesítették Magyarországgal, hanem külön kormányozták. Magyarország, megmaradt önállóságát is elvesztve, a Habsburg-kormányzat leigázott, katonailag megszállott országa lett. Az egész időszakot a magyarok kárára elkövetett jogsértések és jogfosztások jellemzik. A kormányzat részéről kirótt hatalmas terhek (porció, forspont) és a katonai erőszakoskodások a lakosságot végsőkig igénybe vették. 1703 nyarán a tiszai megyékben felkelés kezdődött a bécsi kormányzat ellen.
1704 elején II. Rákóczi Ferenc az európai keresztény világ fejedelmei és respublikái elé helyezte Magyarország ügyét, az 1703. június 7-ére keltezett manifesztumban tudósította a külföldi hatalmi érdekcsoportokat arról, hogy Magyarországon az állami önrendelkezésért fogott fegyvert az ország lakossága. A kiáltvány címe Universis orbis Christiani principibus et respublicis volt. „Magyarország egyhangulag visszaóhajtotta a török uralom napjait, mert a Habsburgok a magyar nemzetnek sóhajokon és könnyeken kivül egyebet nem hagytak.” A II. Rákóczi Ferenc vezette küzdelem  a rendi kiváltságok védelméért, az ország belső önállóságáért (maximális programként a Habsburg-monarchiából való kiválásért, vagyis az ország teljes függetlenségéért) folyt.
Rákóczi 1705. szeptember 20-án Szécsényben országgyűlést hívott össze, ahol a rendek konföderációra léptek, Rákóczit pedig Magyarország vezérlő fejedelmévé választották. A fejedelem mellé 25 tagú Szenátust, Sennyey István személyében pedig főkancellárt választottak. Bár a háború a rendi állam helyreállításáért folyt, Rákóczi államapparátusa korszerű és központosított volt, arra törekedett, hogy megfeleljen a korabeli európai trendeknek. A fejedelem megszervezte az Udvari Kancelláriát és Udvari Tanácsot, gondoskodott a közigazgatásról és a postahálózatról, hivatalt állított fel a hadsereg ellátásának biztosítására.
A Rákóczi-szabadságharc végül az egyenlőtlen erőviszonyok, a kedvezőtlenné váló európai politikai helyzet és az ország] belső társadalmi ellentmondásai miatt bukott el. A bukás ellenére a szabadságharc megakadályozta Magyarország teljes beépítését a Habsburg Birodalomba, és az ország rendi alkotmánya, ha látszólagosan is, de fennmaradt.

## A nemzetiségi arányok változásai a kora újkorban

### Betelepítések a török hódoltság idején
A rendszeresen ismétlődő oszmán hadjáratok jelentős néptömegeket indítottak el északi, illetve északnyugati irányba.
A 16. században feltételezhetően 100 000 horvát érkezett Nyugat-Magyarország területére. A burgenlandi horvátok az 1530-as években érkeztek Kordun, Lika, Gornji Kotar, Una, Velebit vidékeiről, valamint részint Boszniából. Egy évtizeddel később Szlavóniából érkeztek bevándorlók. Elsősorban a nyugat-magyarországi Erdődy- és Batthyány-birtokokra települtek.
A tizenöt éves háború időszakában Pállfy Miklós nagy számban telepíttette át a királyi Magyarországba a Baranya és Tolna vármegyei szerbeket. Nicolaus Gablmann 1594. szeptember 30-án kelt emlékiratában már amellett érvelt, hogy a hódoltsági területen élő összes rácot át kell telepíteni a Királyságba. Az 1590-es években már jelentős szerb kolóniák találhatók Győrben, Komáromban, valamint Érsekújvár környékén.
Még javában zajlott az oszmán hadsereg kiszorítása a hódoltsági részekről, amikor az első betelepítési hullám Dél- és Délnyugat-Németországból kezdetét vette. A telepítést az Udvari Kamara és a nagybirtokosok végezték: 1693-ban a Fekete-erdőtől délre eső területekről származó sváb telepesek érkeztek Pilisvörösvárra; 1694: az Esztergom melletti Dorogra Svábföldről jönnek az első telepesek; 1700: Grassalkovich földbirtokos Elzászból hív telepeseket a Dorog melletti Csolnokra).
A németek betelepítésénél nagyobb tömegeket érintett a szerbek török előli menekülése, 1690-es Magyarországra költözése, azaz „nagy vándorlása.” Ennek során Lipót, majd az őt követő Habsburg uralkodók (I. József; III. Károly) által adott, megerősített és kibővített kiváltságok körülírták a Magyarországra érkezett, letelepedett és berendezkedett szerbek egyházi és az azzal szorosan összefüggő világi jogait. Vándorlásuk és letelepedésük  azonban (a közhiedelemmel ellentétben) nem csupán az elpusztult vidékeket érintette, hanem magyarlakta területeket is, hozzájárulva a visszafoglaló háborúk által sújtott lakosság szenvedéseihez.

### III. Károly betelepítési politikája
1709–1711 között nagyszámú telepes érkezett Budára, Pestre és Óbudára valamint a környékbeli falvakba. A telepesek 54-60%-a német és osztrák tartományokból származott. A betelepítések a Rákóczi-szabadságharc alatt némileg visszaestek.
1712-ben a szatmári béke aláírója, Károlyi Sándor gróf megkezdte betelepítési akcióját Felső-Svábföldről (Bódeni-tó és Duna közötti terület) Szatmár vármegyébe: 31 faluban 2072 család 10 000-11 000 fővel telepedett le. Volt közöttük svájci, frank és bádeni is.
Az újonnan kialakított Temesi bánság (Bánát) első katonai kormányzója Mercy gróf volt, aki  1719-ben megkezdte a „Mercy-terv” megvalósítását: a Bánság betelepítését német telepesekkel az Udvari Kamara szervezésében. Az első tömeges betelepítési hullámra 1722-ig került sor: új falvakat létesítettek állami pénzekből, a mérnöki tervezés állami előírások szerint folyt. Egy parasztgazdaság a következőkből állt: 24 kataszteri hold szántó, 6 kh. rét, 3 kh. legelő, 1 kh. háztelek kerttel, mindehhez sok más kedvezmény járult.
1720-ban a török elleni háborúban teljesen elpusztult Budának már 12 000 új lakosa volt (47% német, 42% szerb, kevés magyar). A németek betelepítése folytatódott Komárom vármegyébe (Szomor, Süttő), majd 1722-ben kezdődött egy újabb nagy telepítési akció: Tolna vármegye benépesítése. A telepeseknek legalább 200 forint tőkével kellett rendelkezniük, mivel csak földet és házhelyet kaptak. A 18. század folyamán az ún. „Sváb-Törökország” (Tolna, Baranya és Somogy vármegyék) 61 községébe telepítettek németeket. Betelepítési évek Tolnában: 1713: Gyönk és Tevel, 1718: Varsád, Tab és Készi, 1719: Kismányok és Felsőnána, 1720: Majos és Tófű.
A betelepítés jogi alapjait a pozsonyi országgyűlés által elfogadott 1723. évi 103. törvénycikk az ország benépesítéséről és az 1723. évi 117. törvénycikk különféle nemű kézműveseknek az országba behozataláról szabályozta. A parasztok mellett főleg kézműveseket akartak letelepíteni, de a letelepítésnél továbbra is a földesurak magántelepítései domináltak. A betelepülő parasztok 6 évi, a kézművesek 15 évi adómentességet kaptak.
1733–1750 között az Esterházyak, mint a Habsburgok hű alattvalói, a tatai járás 11 falvát telepítették be németekkel a bambergi, würzburgi, mainzi, speyeri, trieri és freiburgi egyházmegyékből.
Emellett Erdélybe III. Károly uralkodása alatt kb. 350 000 román települt be Moldvából és Havasalföldről, végzetesen felborítva a törékeny etnikai egyensúlyt.

### Betelepítések Mária Terézia és II. József alatt
A magyar nemzet szempontjából Mária Terézia uralkodása valamivel kedvezőbb volt, mint III. Károly, de az ő uralkodása alatt is folytatódott a magyarság háttérbe szorítása. Kisebb betelepítések után (pl. 1755-ben a leányvári németek betelepítése) 1763–1773 között került sor a második nagy újkori német betelepítési hullámra, amelynek költségét a Kincstári Kamara állta. Évi 200 000 Ft-ról van szó, amely több, mint 40 000 német telepes elhelyezését jelentette Dél-Magyarországon (főleg Bácskában, Bánságban, és a Dél-Dunántúlon). Volt közöttük szén- és kőbányász, valamint vas- és rézműves a Szepességből és Stájerországból is. 1767-ben a Tolna vármegyei németek száma kb. 70 000 (13 200 család). 1768–1771 között van a betelepítés csúcspontja: 17 000 telepes jön Lotaringiából, Trier környékéről, Elzászból, a Fekete-erdő környékéről, Badenből, Svábföldről, Tirolból és Svájcból Magyarországra. 1773-ban Mária Terézia leállíttatja a telepítési akció állami finanszírozását, és 2-3 év után földbirtokosi telepítést is beszüntetik. 1778-ban a Bánság, Mária Terézia utasítására, újból magyar fennhatóság alá kerül. Ettől kezdve ebben a tartományban magyarok is letelepülhettek.
A betelepítések eredményét jól szemlélteti, hogy az 1780-as években Pest, Buda és Óbuda kb. 55 000 lakosának 60-75%-a német volt.
Anyja magyarbarátabb intézkedései után II. József folytatta az összbirodalmi politikát, Magyarország civil megszállását, ami leginkább az újabb betelepítéseken érhető tetten. Trónra lépése után két évvel, 1782. szeptember 21-én kiadja az úgynevezett Impopulációs patentet (benépesítési rendelet), amely a Magyarországra való betelepítési akciók állami pénzelésének újrakezdését jelentette (miután Mária Terézia megszüntette azt). Kb. évi 4 000 000 forintról volt szó (Mária Terézia idején ennek fele volt.) A telepesek nagy állami támogatást kaptak: ház, 2 ökör, 2 ló, 1 tehén, 1 kocsi, eke, borona stb. 1782–1787 között az úgynevezett harmadik telepítési hullám („Großer Schwabenzug”) keretében több mint 7600 német család érkezett Magyarországra, közülük 6000 a Bánságba (Temes vármegye). A telepesek négy csoportban érkeztek, főleg a Felső-Duna környékéről és a Fulda-i Apátságból. 1790-ig a Bánságban és a szomszédos Dél-Magyarországi területeken kb. 70 000 német települt meg, de az ország valamennyi vidékére érkeztek telepesek. A sok ekkoriban németté vált helység közül példaként említhető Kirva, Németkér, Ceglédbercel, Bácsalmás vagy Kolozs.
A németeken kívül a 18. században folyamatos volt a szerbek és románok betelepülése is. Erdélybe körülbelül 250 000 román telepes érkezett a Kárpátokon túli Moldvából és Havasalföldről, akiknek a letelepedése elé sem az osztrák hatóságok, sem a magyar földbirtokosok semmilyen akadályt nem gördítettek. 1787-re Magyarország lakossága (Erdéllyel és Horvátországgal együtt) 9,2 millióra nőtt, de ebből már csak 3,4-3,7 millió volt a magyar nemzetiségű (37-40%).

## A 18. századi Habsburg abszolutizmus

### III. Károly kora
A bécsi kormányzat a Drávától, Dunától és Marostól délre fekvő magyar területeket a Magyar Királyságtól elszakította és közvetlen irányítása alá vonta. Magyarország déli területein, az Adriai-tengertől Erdélyig katonai igazgatás alatt álló, speciális közigazgatási terület jött létre katonai határőrvidék néven, döntően szerb lakossággal.
Az 1716–1718-as háború során után a Temesközt a császári–királyi csapatok visszafoglalták az oszmánoktól, azonban a területet nem csatolták vissza Magyarországhoz, hanem Temesi bánság (Temeschwarer Banat, Banatus Temesvariensis) néven külön tartománnyá szervezték, az Udvari Haditanács és az Udvari Kamara kettős alárendeltségében. A Bánságban ekkor a magyaroknak Savoyai Jenő rendelete értelmében tilos volt letelepedniük. A terület Magyarországhoz közigazgatásilag csak 1778-ban került vissza, a Pancsova, Fehértemplom és Karánsebes központtal szervezett német, szerb, illetve román határőrvidék kivételével.
1716-ban elhunyt Károly egyetlen fia, így veszélybe került az örökösödés. Végül törvényt hozott a Habsburgok nőági örökösödésének biztosítására, ez volt a híres Pragmatica sanctio.

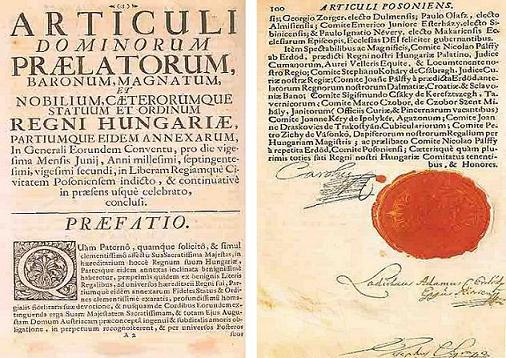
A Pragmatica sanctio

1731-ben kiadta a szintén nevezetes Carolina resolutiót, amelyben a protestánsok vallásgyakorlatát szabályozta.

### A felvilágosult abszolutizmus kora

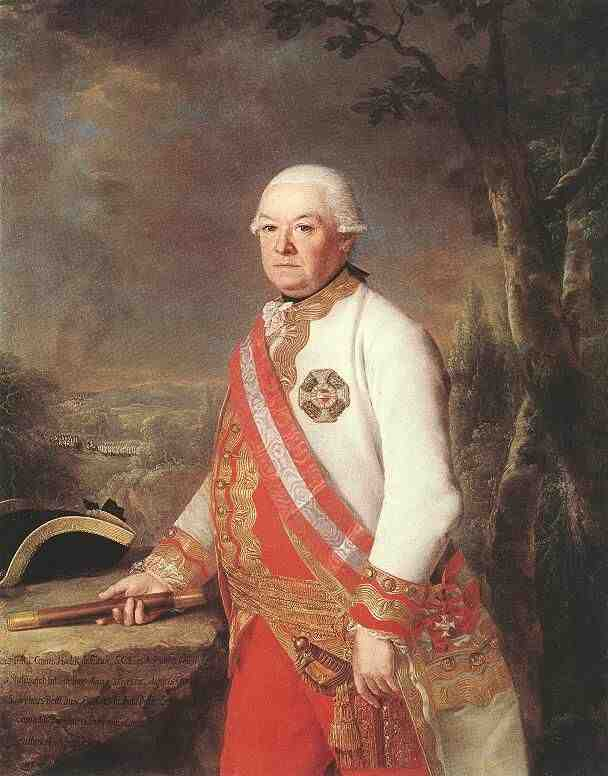
Hadik András (1783)

A birodalomban főleg Mária Terézia és fia, II. József uralkodott a felvilágosult abszolutizmus szellemében. A két felvilágosult abszolutista uralkodó rájött a parasztréteg fontosságára, mivel ők fizették a legtöbb adót is. Ezért korlátozták a rendi kiváltságokat, a nemességet is adófizetésre kötelezték, illetve társadalmi, közegészségügyi, oktatási újításokat vezettek be. Politikájuk lehetővé tette, hogy a nem nemesek is hivatalnokok lehessenek. Ennek következtében kialakult egy olyan hivatalnokréteg, amely a reformok, újítások híve volt.
III. Károly után 1740-ben leánya, Mária Terézia lépett trónra, amit az 1713-as Pragmatica sanctio törvény tett lehetővé. Ezt Poroszország nem ismerte el, és háborút indított az osztrák örökségért. A háború során Ausztria elveszítette Sziléziát, és a további porosz sikerek a Habsburg Birodalom felbomlásával, széthullásával fenyegettek. 1741. szeptember 11-én, két évvel egy vesztes török háború, és tizenkét éves törvényhozási kényszerszünet után Mária Terézia a Pozsonyban összegyűlt magyar országgyűléshez fordult, hogy segítsenek neki fegyverrel megmenteni a koronáját. A magyar nemesek „Életünket és vérünket…!” felkiáltással álltak ki a királynő mellett, aki cserébe érvénytelenítette III. Károly néhány magyarellenes intézkedését. Az osztrák örökösödési háború alatt (1741-1748) ezután 11 magyar huszárezred harcolt a Habsburg-trónért Európa hadszínterein.
Szilézia visszaszerzését a poroszoktól a hétéves háborúban (1756 -1763) sikertelenül kísérelte meg. 1757. június 18-án a Nádasdy Ferenc vezette magyar lovasságnak döntő szerepe volt abban, hogy a Prága melletti Kolínnál sikerült megállítani a Mária Terézia ellen támadó porosz hadsereget. A háborúban (1756-63) gróf Hadik András altábornagy egy huszáros rajtaütéssel, valamivel több mint 5000 katona élén, 1757. október 16-án elfoglalta és megsarcolta Berlint, az ellenség fővárosát, amelyet kb. 5500 porosz katona védett (A magyar sereg 200.000 tallért kapott hadisarcban, azonfelül 15 000 tallért fizettek a győztes katonáknak.)
A királynő 1754-ben bevezette a kettős vámrendszert, ami erősen visszavetette a magyar ipar fejlődését. Miután a jobbágykérdés rendezését a magyar rendi országgyűlés elutasította, Mária Terézia e kérdést rendeleti úton szabályozta. 1767-ben kiadta jobbágyrendeletét (Urbárium). Szívügye volt az oktatás. 1773-ban feloszlatta a jezsuita rendet, a Nagyszombati Egyetemet áthelyezte Budára. Kiadta az iskolarendszert gyökeresen átalakító Ratio Educationis-t. (A nevelés rendje). Egységes világi iskolarendszer jött létre.
Mária Teréziát a trónon legidősebb fia, II. József, a „kalapos király” követte 1780-ban. 1781-ben adta ki az úgynevezett türelmi rendeletet.
II. József nem koronáztatta meg magát, emiatt nevezte el Ányos Pál „kalapos királynak”, amely ragadványnév igen elterjedtté vált. A kalapos király mentesült minden kötöttségtől, amik elődei és a rendek egyezségeiből származtak: nem kellett garantálnia a rendi szervezetek, jogok megmaradását. Édesanyjához hasonlóan rendeletekkel kormányzott, országgyűlést egyszer sem hívott össze. Ebben a korban jelent meg az erőltetett germanizálás, ugyanis a Habsburg Birodalom hivatalos nyelve a német lett (1784). „Hivatalra ezután sem a kormányszékeknél, sem a vármegyéknél, sem az egyházi rendbe senki nem juthat, aki németül nem tud... Az országgyűlés nyelve is német leszen, s azért követül oda nem küldhető, aki németül nem tud...latin iskolába csak azokat szabad felvenni, kik németül irnak s olvasni tudnak...” A hivatalos nyelvnek a németet tette meg. Ez óriási felháborodást váltott ki a magyar nemesség körében. József azonban elszánta magát akarata keresztülvitelére: a reformsorozat nyitányaként a Szent Koronát átszállíttatta Bécsbe. Ezután támadást indított a vármegyerendszer ellen, amely a rendelkezések végrehajtásáért felelt, épp ezért minden uralkodói törekvést megcsáklyázhatott.
Röviddel halála előtt (1790 januárjában) látva a reformok elleni ellenszegülést, visszavonta rendeleteit, kivéve a türelmi rendeletet és az örökös jobbágyság rendeletét. A „kalapos király” halálát a konzervatív magyar rendek nagy megkönnyebbüléssel fogadták, mivel a Habsburg uralkodó modernizációs és központosító törekvései sértették politikai érdekeiket.